# Digitaria baileyi
Digitaria baileyi là một loài thực vật có hoa trong họ Hòa thảo. Loài này được (Benth.) Hughes mô tả khoa học đầu tiên năm 1923.